# Издательство Ивана Лимбаха
Изда́тельство Ива́на Ли́мбаха — петербургское издательство гуманитарного профиля.

## Об издательстве
Основано 2 августа 1995 года. Подготовленные им издания отечественной и мировой словесности, гуманитарной мысли отличаются продуманным отбором авторов, переводчиков, составителей и комментаторов, качественной редактурой, отличным полиграфическим исполнением. Большинство вышедших здесь книг — первые издания.
Заслуги «Издательства Ивана Лимбаха» в деле петербургского книгоиздания отмечены премией «Северная Пальмира» за 1999 год. В 2006 году литературные критики, опрошенные газетой «Культура», назвали его в числе семи лучших издательств России.

## Политика издательства
Первые пять лет издательство выпускало главным образом книги отечественных авторов: Андрея Битова, Михаила Безродного, Леонида Гиршовича, Тимура Кибирова, Льва Рубинштейна, Дмитрия Пригова. В дальнейшем в деятельности издательства наметились несколько сквозных тематических линий: среди них, с одной стороны, фигуры второй культуры СССР 1960—1980-х годов, представителей ленинградского самиздата, с другой — «второй ряд» петербургской словесности «Серебряного века», с третьей — поэзия и проза не мейнстримных, однако и не сугубо маргинальных европейских и американских авторов XX—XXI вв., наконец, европейская интеллектуальная эссеистика (Studia Europaea — «Вглубь фантастического» Роже Кайуа, «Вечная эйфория» и «Тирания покаяния» Паскаля Брюкнера и др.).
На нынешний день среди книг издательства — сочинения и материалы к биографии Василия Комаровского, Алексея Скалдина, Владимира Шилейко, Алексея Ремизова, воспоминания об Андрее Белом и Вячеславе Иванове, дневники Михаила Кузмина, «Повесть о пустяках» Юрия Анненкова, двухтомник сочинений Леонида Аронзона, представительные сборники стихотворений Роальда Мандельштама и Олега Григорьева, собрание сочинений Маргерит Юрсенар в 3 томах, том избранных произведений Хосе Лесамы Лимы, сборник переводов Анатолия Гелескула из польской и Григория Кружкова из английской поэзии, проза Альфреда Дёблина, Томаса Бернхарда, Хаймито фон Додерера, Жоржа Перека, Пера Улова Энквиста, основополагающие труды Йохана Хёйзинги в новых переводах и с подробным историко-культурным комментарием, «Минимы» Леонида Пинского, «Сама жизнь» Натальи Трауберг, «Грамматика поэзии» Владимира Бибихина, «Риторика повседневности» Елены Рабинович и многое другое.